# حباك أسود المنقار
الحباك أسود المنقار (الاسم العلمي: Ploceus melanogaster) نوع من الطيور الصغيرة من فصيلة الحباك، متوطن في بوروندي، الكاميرون، جمهورية الكونغو الديمقراطية، غينيا الاستوائية، كينيا، نيجيريا، رواندا، جنوب السودان، السودان، تنزانيا وأوغندا.